# Neoseiulus longispinosus
Neoseiulus longispinosus är en spindeldjursart som först beskrevs av Evans 1952.  Neoseiulus longispinosus ingår i släktet Neoseiulus och familjen Phytoseiidae. Inga underarter finns listade i Catalogue of Life.